# Oculipetilus pulcher
Oculipetilus pulcher är en skalbaggsart som först beskrevs av Julius Melzer 1926.  Oculipetilus pulcher ingår i släktet Oculipetilus och familjen långhorningar. Inga underarter finns listade i Catalogue of Life.